# COMINATCHA!!
「COMINATCHA!!」（カミナッチャ）は、WANIMAの3作目のフル・アルバム。2019年10月23日にunBORDEから発売された。

## 概要
- 前作『Everybody!!』から約1年9ヶ月振りのリリース。
- CDは初回限定盤、通常盤の2形態で発売。
- 初回限定盤には、「Good Job!! Release Party」のライブ映像を収録した『1 CHANCE DISC』とスペシャルフォトブックレットを付属。更に、三方背BOX仕様となっている。
- 両形態共に、初回生産限定仕様としてCDケースが「藤くんレッド」の赤色カラーケース仕様となっている。

## 収録曲

### CD
- 全曲作詞・作曲：KENTA　編曲：WANIMA

1. JOY - [2:00]
  - ベネッセ「進研ゼミ 中学準備講座」CMソング[3]
2. 夏のどこかへ - [3:57]
  - 5thシングルの1曲目
  - アサヒ飲料「三ツ矢サイダー」CMソング
3. Like a Fire - [3:42]
4. BOUNCE - [4:10]
5. GONG - [4:28]
  - 5thシングルの3曲目
  - 映画『ONE PIECE STAMPEDE』主題歌
  - 千葉ロッテマリーンズの西村天裕投手の登場曲
6. 宝物 - [3:50]
7. シャララ - [1:46]
8. BROTHER - [1:16]
9. Drive - [4:44]
  - 配信限定3rdシングル
  - 映画『OVER DRIVE』主題歌
  - 埼玉西武ライオンズの渡部聖弥選手と東京ヤクルトスワローズの村上宗隆選手の登場曲
10. Baby Sniper - [3:02]
11. 渚の泡沫 - [3:52]
  - 4thシングルの2曲目
12. ここに - [4:57]
  - 自身が楽曲提供をした関ジャニ∞の41stシングルのセルフカバー
13. りんどう - [5:29]
  - 後にフジテレビのドラマ『ナンバMG5』の挿入歌に起用された。
  - 埼玉西武ライオンズの柘植世那選手と東北楽天ゴールデンイーグルスの田中貴也選手と東京ヤクルトスワローズの村上宗隆選手の登場曲
14. アゲイン - [3:32]
  - 4thシングルの1曲目
  - TBS系金曜ドラマ『メゾン・ド・ポリス』主題歌
15. GET DOWN - [2:15]

### 1 CHANCE DISC (初回限定盤)
- 「Good Job!! Release Party」の面影 @ 県立幕張海浜公園S20 JAPAN 特設会場

1. オドルヨル
2. ANSWER
3. リベンジ
4. エル
5. ともに
6. 花火

## 演奏
- 小山寿：Additional Arrangement (#6.13)
- 岡村美央ストリングス：Strings (#6.13)
- 鶴谷崇：Piano (#6.13)
- 浦嶋あべこ：Special Chorus

## チャートと売上
| チャート（2019年）              | 最高 順位 |
| ------------------------------- | --------- |
| Billboard Japan Hot Albums      | 1         |
| Billboard Japan Top Album Sales | 1         |
| Billboard Japan Download Albums | 1         |
| オリコン週間アルバムチャート    | 1         |

| チャート（2019年）              | 順位 |
| ------------------------------- | ---- |
| Billboard Japan Hot Albums      | 57   |
| Billboard Japan Download Albums | 72   |
| オリコン年間アルバムチャート    | 48   |

### 認定とセールス
| 国/地域                                             | 認定     | 認定/売上数                         |
| --------------------------------------------------- | -------- | ----------------------------------- |
| 日本 (RIAJ)                                         | ゴールド | 100,000（フィジカルCD) （オリコン） |
| * 認定のみに基づく売上数 ^ 認定のみに基づく出荷枚数 |          |                                     |